# Ralf Gollmitzer
Ralf Gollmitzer (* 6. Mai 1965 in Thannhausen; † 10. März 2011 in Augsburg) war ein deutscher Musiker, Sänger, Komponist, Textdichter und Arrangeur.

## Leben
Gollmitzer spielte als Keyboarder von 1981 bis 2000 bei Pentagon, United Four, Joe-William-Band und Münchner Zwietracht. In diese Zeit fielen auch Tourneen, Fernsehauftritte und Produktionen  mit Al Martino, Umberto Tozzi, Karl Moik, Bernhard Brink, Jürgen Drews, Gottlieb Wendehals, Wolfgang Fierek, Nicki, Rosanna Rocci, Patrick Lindner, Stefanie Hertel, Rex Gildo, Ireen Sheer, Peggy March, Gunter Gabriel und Gerd Rubenbauer.
Im Jahr 2000 gründet er seine eigene Band „The Vibrations“ (Bass: Martin Schmid; Schlagzeug: Todd Schlesinger; Gitarre: Klaus Anger/Günter Storr; Trompete: Gabriel Keogh; Saxophon: Harald Hänsel).
In der Folgezeit gastiert Ralf Gollmitzer vornehmlich auf Kreuzfahrtschiffen der Seetours-Flotte (Arkona, AIDA, Arosa).
Hier lernte er 2002 Michael Holm kennen, mit dem er seither als „Musikdirektor“, Bandleader, Arrangeur, Komponist und Texter zusammenarbeitete.
Neben Michael Holm arrangierte Gollmitzer auch für Kristina Bach, Nicki, Rosanna Rocci und den Bayerischen Rundfunk.
Ralf Gollmitzer war auch als Klavierbegleiter tätig, u. a. für Rhia Bourramous („Ludwig“), Elisabeth Haumann (Kulturpreisträgerin der Stadt Augsburg), Ingeborg Schöpf (Staatsoperette Dresden) und seit 2008 mit Sally du Randt, die er 2011 kurz vor seinem Tod heiratete. Gollmitzer starb an einem Tumor.